# Hanoch Kalai
Hanoch Kalai (în ebraică חנוך קלעי) (31 martie 1910 – 14 aprilie 1979) a fost un membru al organizațiilor Irgun și Lehi și un expert în limba ebraică. El a îndeplinit timp de trei luni funcția de comandantul-șef al Irgun, din momentul arestării lui David Raziel de către autoritățile britanice și până la propria lui arestare.

## Primii ani
Kalai s-a născut în Lituania, ca fiu al lui Iosif și Pessia Strelitz. În 1924 familia s-a mutat în Palestina, unde a trăit pe Strada Herzl din Kfar Saba, iar tatăl său a devenit director de bancă în oraș. După izbucnirea Revoltei din Palestina din 1929, Kalai s-au alăturat organizației Haganah. El a fost, de asemenea, membru al mișcării Betar.

## Membru al Irgunului
În ultima noapte de Paște din 1933, membrii ai mișcării de tineret Betar au fost atacați în timp ce defilau prin Tel Aviv. În semn de protest, Kalai și Avraham Tehomi au demisionat din Haganah și s-au alăturat Irgunului. Kalai a fost numit comandant al Irgunului în zonele Kfar Saba și Herzliya. În timpul revoltei arabilor din Palestina din 1936-1939, Kalai a cerut să se pună capăt politicii de reținere și să se treacă la represalii împotriva arabilor.
După ce Tehomi a părăsit Irgunul și a revenit în Hagana în 1937, Kalai a fost numit comandant al noului district Haifa al Irgun sub comanda lui Moshe Rosenberg. Ulterior, el a fost numit comandant-adjunct al districtului Ierusalim,  fiind subordonat lui David Raziel. În această perioadă, Kalai a slujit, de asemenea, ca redactor al stației clandestine de radio a organizației Irgun, Kol Tsion HaLokhemet.
Cei trei frați ai lui Kalai au fost, de asemenea, membri ai Irgun și Betar. Mordechai Strelitz a fost un comandant al Irgun în Israel și în străinătate și a servit ca agent de legătură între Irgun și Betar. Menachem Strelitz a fost membru al Irgunului la Kfar Saba, unde a efectuat experiențe cu arme și explozibili. El a fost ucis la vârsta de 22 de ani la 17 iulie 1936, atunci când o grenadă a explodat în mâinile lui, în casa familiei. Mikhael Strelitz a fost arestat de britanici și torturat. Nu și-a mai revenit niciodată de pe urma acestor suferințe.

### Conducător al Irgunului
În urma arestării lui Raziel pe 19 mai 1939, Kalai a fost numit în funcția de comandant-șef al Irgunului. La prima întâlnire pe care a prezidat-o, Kalai a decis să acționeze pe două fronturi: continuarea acțiunilor de apărare împotriva arabilor și începerea operațiunilor împotriva administrației britanice după aprobarea de către Parlamentul britanic a Cărții Albe din 1939. În urma acestei politici, Irgun a comis acte de sabotaj împotriva infrastructurii, inclusiv contra oficiului poștal și al postului de radio guvernamental din Ierusalim. Sub conducerea lui Kalai, grupul l-a asasinat, de asemenea, pe comisarul-șef al Poliției Palestiniene (britanice) Ralph Cairns într-o încercare de a pune capăt hărțuirii organizației Irgun și ca răzbunare pentru răul tratament aplicat  deținuților din Irgun.

#### Prima arestare
La 31 august 1939, britanicii l-au arestat pe Kalai, împreună cu alți membri cheie ai Irgunului, inclusiv Avraham Stern, în timpul unei ședințe a conducerii organizației care a avut loc la Tel Aviv. El a fost înlocuit în funcția de șef al Irgunuli de către Binyamin Zeroni. Deținuții au fost transferați la secția de poliție din Jaffa și apoi în tabăra de detenție din Tzrifin. Kalai și ceilalți prizonieri au fost eliberați pe 18 iunie 1940.

## Membru al Lehi
După eliberarea lor, Kalai și Zeroni s-au alăturat lui Avraham Stern, care formase în iulie 1940 grupul Lehi, iar Kalai a redactat manifestul noii organizații. Kalai și Zeroni au demisionat din Lehi în 1941 din cauza tatonărilor (nereușite) ale lui Stern de a stabili contacte cu reprezentanți ai Germaniei naziste și Italiei fasciste în vederea unei eventuale alianțe împotriva britanicilor.

### A doua arestare
În ianuarie 1941, poliția britanică a stabilit o recompensă de 1000 de lire pentru arestarea lui Kalai, iar pe 4 februarie 1942 el și Zeroni s-au predat. Potrivit lui Yehuda Lapidot, unul din motivele pentru care ei au decis să se predea era faptul că nici o organizație nu a dorit să-i ajute, iar ei au început să se simtă tot mai hăituiți. Printr-o înțelegere încheiată cu poliția britanică, ei nu au fost niciodată judecați, fiind transferați în schimb direct într-un lagăr de detenție. La 19 octombrie 1944 Kalai a fost exilat într-un lagăr de detenție din Kenya, împreună cu alți 250 de deținuți, și s-a întors în Israel abia pe 12 iulie 1948.

## Perioada ulterioară
După ce Israelul și-a câștigat independența, Kalai a devenit conferențiar la Universitatea Ebraică din Ierusalim. El a fost, de asemenea, redactor și traducător din engleză, germană și idiș în ebraică, redactor la Institutul Bialik, membru al Academiei limbii ebraice, responsabil pentru emisiunile în limba ebraică la Radiodifuziunea israeliană. El a tradus  în ebraică romanul Zorba Grecul de Nikos Kazantzakis, care a apărut în editura Am Oved. De asemenea, a mai tradus Flush: A Biography de Virginia Woolf.
Kalai a fost căsătorit cu pictorița și sculptorița Carmela Kalai. Fiul său este cunoscutul profesor Gil Kalai.
Kalai a murit în 1979 și a fost îngropat pe Muntele Măslinilor din Ierusalim. Primăria orașului Ierusalim a numit în 1999 o stradă din cartierul Malha după numele lui.